# Máximas capitales

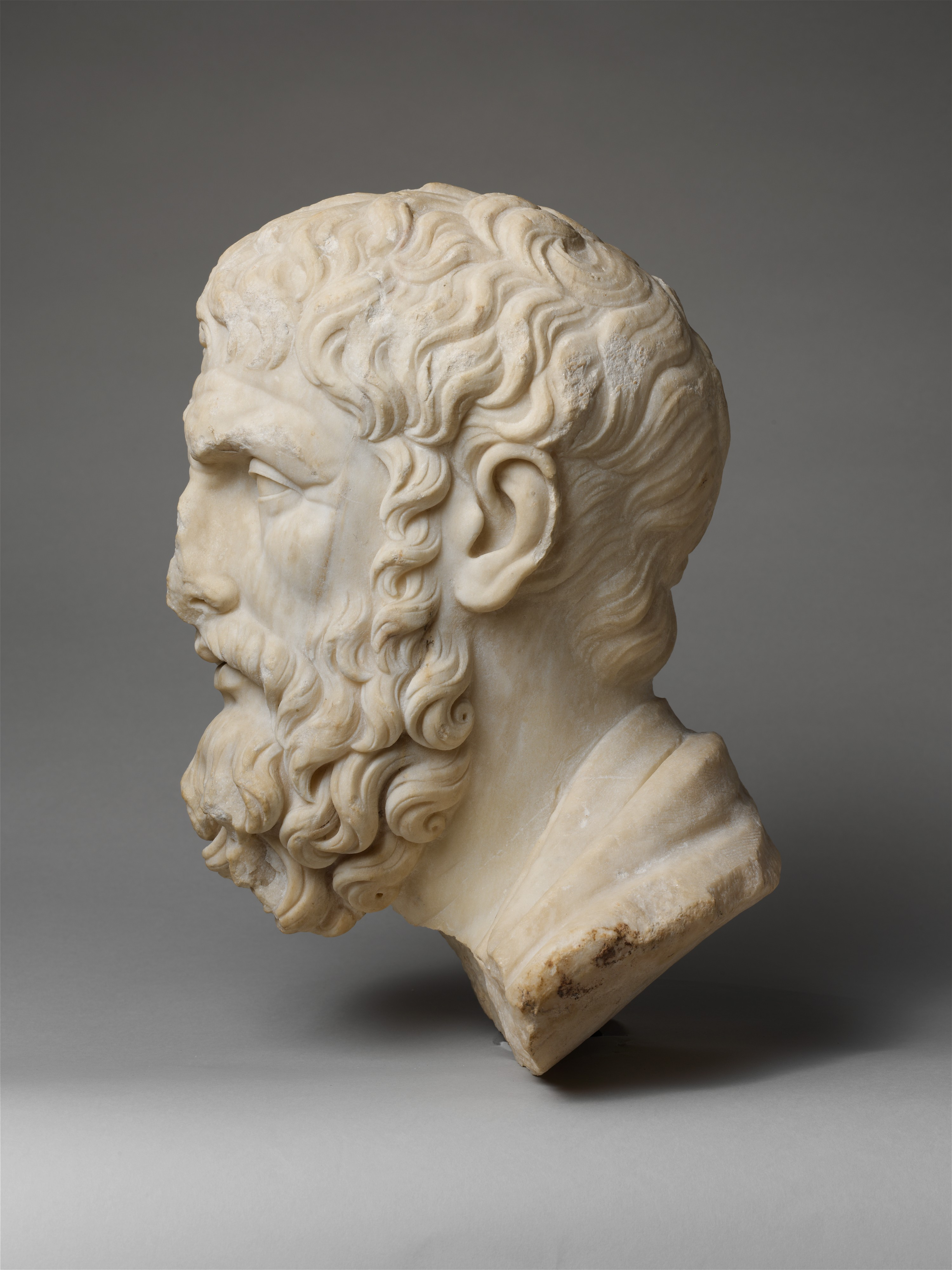
Copia romana del busto griego de Epicuro del siglo II d. C.

Las Máximas capitales o Máximas principales (en griego antiguo: Κύριαι Δόξαι; en latín: Ratae sententiae), a veces llamadas Doctrinas Principales, es una colección de las doctrinas filosóficas de Epicuro. Está compuesta por cuarenta aforismos acerca de la filosofía epicúrea. Ofrecen un buen resumen de la ética epicúrea, pero no tratan los pensamientos filosóficos subyacentes, como su concepción de la vida feliz a través del conocimiento y comprensión de la naturaleza (fisis), de la práctica de la amistad como condición indispensable para lograr tal propósito. Las primeras cuatro forman el Tetrafarmaco epicúreo. Más de la mitad de las cuarenta doctrinas son contrarias del platonismo.
Algunas de las Doctrinas Principales ("PD") están organizadas en grupos y están pensadas para ser estudiadas en conjunto. Las PD 10-13 tratan la filosofía epicúrea de la ciencia. Las PD 18-21 explican los límites naturales de los deseos y del tiempo, y cómo la carne es incapaz de aprender estos límites pero la mente sí. Las PD 22-25 tratan de la importancia del canon, o el estándar epicúreo de verdad. Las PD 31-38 explican las doctrinas epicúreas sobre la justicia basada en la ventaja mutua y el contractualismo.[1] Las PD 39-40 exigen una sociedad íntima de amigos.
Las primeras cuatro fueron parafraseadas por Filodemo de Gadara como el Tetrafármaco (las Cuatro Curas). El fundador del jardín epicúreo moderno de Atenas, Christos Yapijakis, argumenta que el médico epicúreo antiguo Asclepíades de Bitinia se inventó la división de enfermedades entre agudas y crónicas (para dar tratamientos distintos) en base a la cuarta máxima de Epicuro.
Dado que la mayoría de los 37 libros de Epicuro "Sobre la naturaleza" se han perdido, las Doctrinas Principales son, junto con las Cartas de Epicuro a Heródoto, Meneceo y Pitocles, los escritos más autorizados del epicureísmo. Las Doctrinas Principales ejemplifican la práctica de los filósofos epicúreos de publicar resúmenes y bosquejos de sus enseñanzas para memorizarlas fácilmente. Sin embargo, son tan concisas y breves que es difícil comprenderlas en profundidad sin el contexto de comentarios y escritos adicionales de fuentes antiguas o de practicantes epicúreos modernos, siempre que sea posible.
En su obra Alejandro el Mercader de Oráculos, el comediante Luciano de Samosata (segundo siglo de la Era Común) elogió las Doctrinas Principales diciendo: "Qué bendiciones crea este libro para sus lectores y qué paz, tranquilidad y libertad engendra en ellos, liberándolos como lo hace de terrores, apariciones y presagios, de vanas esperanzas y antojos extravagantes, desarrollando en ellos la inteligencia y la verdad, y verdaderamente purificando su entendimiento, no con antorchas y escila y ese tipo de tonterías, sino con pensamiento recto, veracidad y franqueza".

## Historia
Las Máximas Capitales se conservaron como parte de la obra de Diógenes Laercio, Vidas, opiniones y sentencias de los filósofos más ilustres (Libro X, 139-154). En la antigüedad, los aforismos fueron atribuidos a Epicuro, sin embargo, se ha sospechado de su autenticidad, aunque no hay razones sólidas para ello. Además, el trabajo se menciona en la antigüedad entre los escritos de Epicuro, como en Filodemo, Cicerón, Diodoro Sículo, Luciano y Claudio Eliano.
Poco después de su muerte se formó la colección de las Máximas. En 1888, Karl Wotke publicó otra colección de 81 sentencias tituladas Sentencias vaticanas o Exhortaciones de Epicuro. Las Exhortaciones deben ser posteriores, porque contienen algunas Máximas de los discípulos.
Hoy en día, las sentencias están enumeradas, pero la numeración no es parte del texto original, sino que se remonta al siglo XIX. El texto se acompaña de notas o escolios posteriores.

## Citas selectas
- «La muerte no nos importa nada, porque lo aniquilado no tiene sentido y lo insensible no tiene nada que ver con nosotros». (II)
- «No es posible vivir placenteramente sin vivir prudente, honesta y justamente, ni vivir prudente, honesta y justamente sin vivir placenteramente. A quien no alcanza esto, no le es posible vivir placenteramente». (V)
- «El tiempo infinito y el limitado dan lugar a un placer igual, si uno mide los límites de este con la razón». (XIX)
- «De los apetitos unos son naturales y necesarios; otros naturales y no necesarios, y otros ni naturales ni necesarios, sino movidos. Epicuro tiene por naturales y necesarios a los que disuelven las aflicciones, como el de la bebida en la sed; por naturales y no necesarios a los que solo varían el deleite, mas no quitan la aflicción, como son las comidas espléndidas y suntuosas; y por no naturales ni necesarios tiene v.gr. a las coronas y erección de estatuas.» (XXIX)
- «No es nada en sí misma la justicia, sino cierto pacto de no dañar ni ser dañado en las relaciones de unos con otros en distintas ocasiones y en un cierto tiempo». (XXXIII)
- «La injusticia no es en sí misma un mal a no ser en el temor por la sospecha de que no pasará desapercibida a los que están puestos para castigar tales acciones». (XXXIV)